# محمدعارف طیب
محمدعارف طیب (زاده ۱۳۴۲ ولسوالی گلران - ولایت هرات) سیاستمدار افغانستانی و نماینده مردم ولایت هرات در دوره‌های پانزدهم شانزدهم مجلس نمایندگان است. وی در مجلس شانزدهم نمایندگان افغانستان عضو کمیسیون عرایض و سمع شکایات می‌باشد.

## زندگی‌نامه
محمدعارف طیب زاده ۱۳۴۲ از ولسوالی گلران ولایت هرات است. وی تحصیلات متوسطه خود را در لیسه/دبیرستان غیاث‌الدین غوری در سال ۱۳۶۷ به پایان رسانید، سپس در انستیتوت تربیت معلم تحصیلات خود را ادامه و سند لیسانس خود را در رشته حقوق و علوم سیاسی از دانشگاه خصوصی کاتب در کابل کسب کرد.

## دیگر فعالیت‌ها
دیگر فعالیت‌های وی:
- عضو لویه جرگه اضطراری.
- قومندان امنیت ولسوالی گلران.
- عضو مجلس نمایندگان دوره‌های پانزدهم و شانزدهم.
- تأسیس موسسه تحصیلات عالی استقلال.